# Nawojowa
Nawojowa est une localité polonaise, siège de la gmina de Nawojowa, située dans le powiat de Nowy Sącz en voïvodie de Petite-Pologne.